# Баггоро
Баггоро или Баркур или Ворран — тяжелый, деревянный, меч-палица, один из видов рубящего, боевого оружия австралийских аборигенов. 

## Описание
Баггоро представляет собой плоскую обоюдоострую тяжелую палицу, которую аборигены Австралии используют как меч. Длина баггоро соответствует длине от ступни до плеча её владельца, а ширина составляет от 12,5 до 13 см. Остриё закругленное, лезвие имеет режущие кромки, далеко не всегда имеет изгиб, ребро жёсткости отсутствует. Края меча заострены так, что в сечении он имеет линзовидную форму. У баггоро короткая рукоять, только для одной руки. Обычно черенок обернут растительным волокном для лучшего захвата. Аборигены делают баггоро из твёрдых пород дерева. Деревянный меч-палица чаще всего используется вместе со щитом. Баггоро очень тяжелый, и не все могут удержать его в перпендикулярном положении — такую позицию они принимают перед началом сражения.
В 1882-1883 годах норвежский путешественник Карл Люмхольтц провёл 10 месяцев среди коренных жителей Северного Квинсленда. Он описал в своей книге «Среди каннибалов» («Among Cannibals») быт аборигенов, а также их поединки носящие название Борбоби. Основным оружием в этих поединках выступает баггоро.
На страницах своей книги Люмхольтц отмечает:

«Из-за веса меча его нужно использовать почти как кузнечную кувалду, чтобы поразить щит противника со всей силой».

Существует теория происхождения австралийских бумерангов от баггоро, которые в какой-то мере пригодны для использования и как метательное оружие.